# Tides (film)
Tides (cunoscut și sub numele de Colonia) este un film thriller științifico-fantastic din 2021 regizat de Tim Fehlbaum. Filmul îi are în rolurile principale pe Nora Arnezeder, Iain Glen, Sarah-Sofie Boussnina și Joel Basman.
Filmul a avut premiera mondială la cel de-al 71-lea Festival Internațional de Film de la Berlin.

## Prezentare
În viitorul nu prea îndepărtat: după ce o catastrofă globală a distrus aproape întreaga omenire de pe Pământ, Blake, un astronaut de elită de pe Colonia Spațială Kepler trebuie să ia o decizie care va hotărî soarta oamenilor de pe ambele planete.

## Distribuție
Distribuția include actorii:
- Nora Arnezeder - Blake
- Iain Glen - Gibson
- Sarah-Sofie Boussnina - Narvik
- Joel Basman - Paling
- Sebastian Roché - Father
- Bella Bading⁠(de)[traduceți] ca Maila
- Sope Dirisu ca Tucker
- Cloé Albertine Heinrich⁠(de)[traduceți] ca Young Blake

## Lansare
La 11 februarie 2021, s-a anunțat că filmul va avea premiera mondială la Festivalul Internațional de Film de la Berlin, la a 71-a ediție a festivalului, în secțiunea Berlinale Special. 

## Premii
- Premiul publicului RTS și Premiul pentru cea mai bună producție de design la cea de-a 20-a ediție a NIFFF în 2021. [7]